# Mobilinux
Mobilinux ist eine von MontaVista entwickelte Embedded-Linux-Distribution, die speziell für den Einsatz in Smartphones entwickelt wurde.
Mobilinux basiert auf Open-Source- und Open-Standard-Technologie. Mobilinux arbeitet mit dem Linux-Kernel 2.6 und einer grafischen Benutzeroberfläche, welche auf dem GTK+ und KDrive basiert.
Folgende Smartphonemodelle sind mit dem Mobilinux-Betriebssystem ausgestattet worden:
- Motorola A728
- Motorola A760
- Motorola A768
- Motorola A780
- Motorola A910
- Motorola E680
- Motorola E680i
- Motorola E895
- NEC N700i
- NEC N900iL
- NEC N901iC
- NEC N902i
- Panasonic P700i
- Panasonic P901i
- Panasonic P902i